# 两弹一星功勋奖章
两弹一星功勋奖章是中华人民共和国政府授予对“两弹一星”有杰出贡献人士的一种奖章，于1999年9月18日在北京人民大会堂由中共中央、国务院、中央军委共同颁发，只发放过一次，共授予23人。

## 外观
奖章直径80毫米，用99.9％黄金制成，重约515克。奖章主体图案以五星、长城、橄榄枝、光芒组成。

## 名单
两弹一星功勋奖章共授与23人，主要授与三个方面的人员：在航空航天、核武开发、国防科技中有重特大贡献的人。
| 姓名   | 生卒年                                 | 授勋年龄 | 最终学历                         | 国内单位                 | 主要成就                                                                                   | 领域     |
| ------ | -------------------------------------- | -------- | -------------------------------- | ------------------------ | ------------------------------------------------------------------------------------------ | -------- |
| 王希季 | 1921年7月26日                          | 79岁     | 美国弗吉尼亚理工学院硕士(1948)   | 航天工业部               | 航天工业部总工程师。返回式卫星总设计师，并提出中国第一枚运载火箭长征一号的技术方案。       | 航空航天 |
| 孙家栋 | 1929年4月8日                           | 71岁     | 苏联茹科夫斯基空军工程学院(1958) | 国防部第五研究院         | 人造卫星计划技术总负责人。                                                                 | 航空航天 |
| 任新民 | 1915年12月5日－2017年2月12日（101歲）  | 85岁     | 美国密歇根大学博士(1948)         | 航天工业部               | 卫星工程总设计师。                                                                         | 航空航天 |
| 杨嘉墀 | 1919年7月16日－2006年6月11日（86歲）   | 81岁     | 美国哈佛大学博士(1949)           | 中国科学院自动化研究所   | 返回式卫星和东方红一号卫星。                                                               | 航空航天 |
| 钱学森 | 1911年12月11日－2009年10月31日（97歲） | 89岁     | 美国加州理工学院博士(1939)       | 中国科学院力学研究所     | 国防部第五研究院和中国科学院力学研究所的主要创建者之一。导弹与空间计划发展。中国航天之父。 | 航空航天 |
| 屠守锷 | 1917年12月5日－2012年12月15日（95歲）  | 83岁     | 美国麻省理工学院硕士(1943)       | 国防部第五研究院         | 洲际导弹总设计师，长征二号运载火箭总设计师。                                               | 航空航天 |
| 黄纬禄 | 1916年12月18日－2011年11月23日（94歲） | 84岁     | 英国伦敦帝国理工学院硕士(1947)   | 国防部第五研究院         | 改进长征一号运载火箭。巨浪一号潜射导弹总负责人。                                           | 航空航天 |
| 赵九章 | 1907年10月15日－1968年10月26日（61歲） | 追授     | 德国柏林大學博士(1938)           | 中國科學院地球物理研究所 | 中国地球物理和空间物理的开拓者。                                                           | 航空航天 |
| 姚桐斌 | 1922年9月3日－1968年6月8日（45歲）     | 追授     | 英国伯明翰大学博士(1951)         | 国防部第五研究院         | 航天材料与工艺技术发展。                                                                   | 航空航天 |
| 钱骥   | 1917年12月27日－1983年8月28日（65歲）  | 追授     | 国立中央大学(1943)               | 中国科学院地球物理研究所 | 提出《我国第一颗人造卫星方案设想》。                                                       | 航空航天 |
| 于敏   | 1926年8月16日－2019年1月16日（92歲）   | 74岁     | 国立北京大學硕士(1948)           | 中国科学院近代物理研究所 | 核武器理论研究。中国氢弹之父。                                                             | 核武开发 |
| 朱光亚 | 1924年12月25日－2011年2月26日（86歲）  | 76岁     | 美国密歇根大学博士(1950)         | 北京大学                 | 核反应堆研究工作。                                                                         | 核武开发 |
| 吴自良 | 1917年12月25日－2008年5月24日（90歲）  | 83岁     | 美国卡内基·梅隆大学博士(1948)    | 中国科学院上海冶金陶瓷所 | 分离铀235同位素的突出贡献。                                                                | 核武开发 |
| 陈能宽 | 1923年4月28日－2016年5月27日（93歲）   | 77岁     | 美国耶鲁大学博士(1950)           | 中国科学院应用物理研究所 | 核装置爆轰物理、炸药和装药物理化学。                                                       | 核武开发 |
| 周光召 | 1929年5月15日－2024年8月17日（95歲）   | 71岁     | 北京大学硕士(1954)               | 中国科学院理论物理研究所 | 核武器的理论研究工作。                                                                     | 核武开发 |
| 程开甲 | 1918年8月3日－2018年11月17日（100歲）  | 82岁     | 英国爱丁堡大学博士(1948)         | 国防科工委               | 中国第一颗原子弹研究。                                                                     | 核武开发 |
| 彭桓武 | 1915年10月6日－2007年2月28日（91歲）   | 85岁     | 英国爱丁堡大学博士(1945)         | 中国科学院近代物理研究所 | 中国原子弹、氢弹的研制计划。                                                               | 核武开发 |
| 王淦昌 | 1907年5月28日－1998年12月10日（91歲）  | 追授     | 德国柏林大学博士(1934)           | 中国科学院物理所         | 惯性约束核聚变研究。                                                                       | 核武开发 |
| 邓稼先 | 1924年6月25日－1986年7月29日（62歲）   | 追授     | 美国普渡大学博士(1950)           | 中国科学院近代物理研究所 | 领导完成原子弹的理论方案。两弹元勋。                                                       | 核武开发 |
| 钱三强 | 1913年10月16日－1992年6月28日（78歲）  | 追授     | 法国巴黎大学博士                 | 中国科学院近代物理研究所 | 中国原子能事业的主要奠基人。两弹元勋。                                                     | 核武开发 |
| 王大珩 | 1915年2月26日－2011年7月21日（96歲）   | 85岁     | 英国帝国理工学院硕士(1941)       | 长春光学精密机械研究所   | 推动中国光学研究及光学仪器制造。                                                           | 国防科技 |
| 陈芳允 | 1916年4月3日－2000年4月29日（84歲）    | 84岁     | 西南联合大学(1938)               | 中国科学院物理所         | 中国卫星测量技术的奠基人之一。研制原子弹爆炸测试仪器，卫星测控系统。北斗导航系统。         | 国防科技 |
| 郭永怀 | 1909年4月4日－1968年12月5日（59歲）    | 追授     | 美国加州理工学院博士(1945)       | 中国科学院力学研究所     | 原子弹、氢弹的研制，武器环境实验科学。                                                     | 国防科技 |

## 关联条目
- 两弹一星
- 国家最高科学技术奖
- 中华人民共和国勋章奖章纪念章列表